# Mijhirea, Bohorodceanî
Mijhirea (în ucraineană Міжгір`я) este o comună în raionul Bohorodceanî, regiunea Ivano-Frankivsk, Ucraina, formată numai din satul de reședință.

## Demografie
Componența lingvistică a comunei Mijhirea
     Ucraineană (100%)
Conform recensământului din 2001, toată populația comunei Mijhirea era vorbitoare de ucraineană (100%).